# Nowoszczetnikowo
Nowoszczetnikowo (ros. Новощетниково) – wieś (dieriewnia) w Rosji, w obwodzie kurgańskim, w rejonie lebiażjewskim. W 2010 liczyła 79 mieszkańców.